# Andreas Embirikos
Andreas Embirikos (in greco: Ανδρέας Εμπειρίκος; Brăila, 2 settembre 1901 – Atene, 3 agosto 1975) è stato un poeta greco, considerato come il primo poeta surrealista greco.
Nato in Romania da una famiglia greca, Embririkos si trasferì con i genitori in Grecia quando aveva ancora sette anni e iniziò a studiare facoltà di filosofia all'Università di Atene. Terminati gli studi cominciò a scrivere le prime poesie ed in seguitò compì numerosi viaggi in Francia e in Inghilterra dove intraprese anche l'attività di fotografo.